# Ocnogyna nogelli
Ocnogyna nogelli là một loài bướm đêm thuộc phân họ Arctiinae, họ Erebidae.